# Pandaijiedao
Pandaijiedao (kinesiska: 潘岱街道) är en ort i Kina. Den ligger i provinsen Zhejiang, i den östra delen av landet, omkring 270 kilometer söder om provinshuvudstaden Hangzhou. Antalet invånare är 21 146. Befolkningen består av 10 017 kvinnor och 11 129 män. Barn under 15 år utgör 14,0 %, vuxna 15-64 år 76 %, och äldre över 65 år 8,0 %.
Runt Pandaijiedao är det tätbefolkat, med 913 invånare per kvadratkilometer. Närmaste större samhälle är Wenzhou, 18,8 km norr om Pandaijiedao. Runt Pandaijiedao är det i huvudsak tätbebyggt.
Genomsnittlig årsnederbörd är 2 185 millimeter. Den regnigaste månaden är juni, med i genomsnitt 294 mm nederbörd, och den torraste är januari, med 75 mm nederbörd.